# Tim Ryan (acteur)
Pour les articles homonymes, voir Tim Ryan et Ryan.
Tim Ryan est un acteur américain, né le 5 juillet 1899 à Bayonne (New Jersey)  et mort le 22 octobre 1956  à Los Angeles.
Il fut marié à l'actrice Irene Ryan.

## Filmographie partielle
- 1940 : L'Étrange Aventure (Brother Orchid) de Lloyd Bacon
- 1941 : Suicide ou Crime (A Man Betrayed) de John H. Auer
- 1941 : J'épouse ma femme (Bedtime Story) d'Alexander Hall
- 1942 : Blue, White and Perfect de Herbert I. Leeds
- 1943 : Reveille with Beverly de Charles Barton
- 1943 : Hit Parade of 1943 d'Albert S. Rogell
- 1945 : Détour d'Edgar Georg Ulmer
- 1946 : Alibi suspect (Dark Alibi) de Phil Karlson
- 1946 : Bringing Up Father d'Edward F. Cline
- 1946 : Wife Wanted de Phil Karlson
- 1947 : L'As du cinéma (Merton of the Movies) de Robert Alton
- 1947 : Jiggs and Maggie in Society d'Edward F. Cline
- 1948 : L'Enfer de la corruption (Force of Evil) d'Abraham Polonsky
- 1948 : The Golden Eye de William Beaudine
- 1949 : Charlie Chan et le Dragon volant (Sky Dragon) de Lesley Selander
- 1949 : Le Démon du logis de Richard Haydn
- 1949 : L'Ange endiablé de John Farrow
- 1950 : Quand la ville dort de John Huston
- 1950 : Trois Gosses sur les bras de Henry Koster
- 1950 : La Scandaleuse Ingénue de Henry Levin
- 1950 : Pour plaire à sa belle de Clarence Brown
- 1953 : Tant qu'il y aura des hommes (From Here to Eternity) de Fred Zinnemann
- 1957 : L'Homme qui n'a jamais ri (The Buster Keaton Story) de Sidney Sheldon
- 1957 : L'Ingrate Cité (en) (Beau James) de Melville Shavelson